# Chloris verticillata
Chloris verticillata är en gräsart som beskrevs av Thomas Nuttall. Chloris verticillata ingår i släktet kvastgrässläktet, och familjen gräs. Inga underarter finns listade i Catalogue of Life.